# Provincia de Comisionado Jefe
Una provincia de Comisionado Jefe (en inglés: Chief Commissioner's Province) es un tipo menor, de nivel medio, de provincia en la India británica y en los estados sucesores postcoloniales, que no está encabezada por un vicegobernador sino por un comisionado jefe, señaladamente en:
- En la India actual:
  - Provincia de Comisionado Jefe de Ajmer-Merwara (el agente político británico en Rajputana sirvió como comisionado jefe ex officio)
  - Provincia de Comisionado Jefe de Delhi
  - Provincia de Comisionado Jefe de las islas Andaman y Nicobar
  - Provincia de Comisionado Jefe de Assam
  - Provincias centrales y Berar
  - Provincia de Comisionado Jefe de Coorg (el residente británico en Mysore sirvió como comisionado jefe ex officio)
  - Provincia de Comisionado Jefe de Himachal Pradesh

- En el actual Pakistán:
  - Provincia de la Frontera del Noroeste
  - Provincia de Comisionado Jefe de Baluchistán (el agente político británico en Baluchistán sirvió como Comisionado Jefe ex officio)

La provincia del comisionado jefe se refiere a la provincia que no estaba bajo el control directo del vicegobernador de la India británica. En Pakistán, la provincia de Baluchistán era la provincia del comisionado jefe.